# Chii
Chii (właściwie Elda) – persocom żeński, główna bohaterka serii mang i anime pod tytułem Chobits i Chibits. Skonstruowana przez męża pani Chitose Hibiyi, dozorczyni w bloku, w którym mieszka Hideki Motosuwa. Znaleziona na śmietniku przez owego 18-latka. Mężczyzna nazwał ją Chii, ponieważ było to jedyne słowo, jakie potrafiła wypowiedzieć.
Hideki powoli uczył ją języka ojczystego. Powoli przywiązała się do niego, traktując go jako kogoś "jej przeznaczonego". Pod wpływem serii książek Wyludnione miast kupowanych w pobliskiej księgarni, Chii zaczęła wierzyć, że Hidekiego i ją łączy coś więcej niż tylko relacja właściciel – komputer. Okazuje się, że Chii należy do legendarnej serii komputerów "Chobits", przez co jest poszukiwana przez Zimę i Ditę – dwa inne persocomy, których zadaniem jest uniemożliwienie Chii uruchomienia programu, potencjalnie niebezpiecznego dla wszystkich innych persocomów. Chii znajduje "człowieka jej przeznaczonego", zakochuje się w Hidekim, który wcześniej obdarzył ją zdolnością miłowania, twierdził bowiem, iż persocomy mogą być szczęśliwe jak ludzie. 
Siostra Chii, Freya, ukryła w niej swoje wspomnienia związane z uczuciem do swojego ojca.
Chii po kilkakrotnym przeczytaniu lektury Wyludnione Miasto znalazła swoje szczęście u boku Hidekiego, który stał się dla niej człowiekiem przeznaczonym. Hideki z czasem zakochał się w Chii, ale bał się to okazać, ponieważ Minoru Kokubunji, znawca struktury procesorów w persocomach, ostrzegł go, że może złamać mu serce. Jednak tak się nie stało i Hideki oraz Chii okazali sobie miłość.
W japońskiej wersji językowej Chii mówi głosem Rie Tanaki. 